# Olympische Sommerspiele 2008/Teilnehmer (Zentralafrikanische Republik)
| Gelbes Symbol für Goldmedaillen mit stilisierten Olympischen Ringen | Graues Symbol für Silbermedaillen mit stilisierten Olympischen Ringen | Braundes Symbol für Bronzemedaillen mit stilisierten Olympischen Ringen |
| ------------------------------------------------------------------- | --------------------------------------------------------------------- | ----------------------------------------------------------------------- |
| —                                                                   | —                                                                     | —                                                                       |

Die Zentralafrikanische Republik war mit der Teilnahme an den Olympischen Sommerspielen 2008 in Peking insgesamt zum achten Mal bei Olympischen Spielen vertreten. Die erste Teilnahme war 1968.

## Teilnehmer nach Sportarten

### Boxen
- Bruno Bongongo
Männer, Weltergewicht

### Leichtathletik
- Béranger Bosse
Männer, 100 m
- Mireille Derebona-Ngaisset
Damen, 800 m